# Ту-214ОН
Ту-214ОН («Открытое небо») — самолёт авиационного наблюдения, разработанный в ОАО «Туполев» на базе пассажирского самолёта Ту-204. Самолёт создан специально для выполнения полётов в рамках Договора по открытому небу над территориями стран-участниц договора для замены самолётов Ан-30Б и Ту-154М ЛК-1.
Ту-214ОН — первый в истории Договора по открытому небу самолёт, оснащённый всеми видами разрешённой аппаратуры наблюдения.
Ту-214ОН оборудован бортовым комплексом авиационного наблюдения (БКАН) разработки ОАО «Концерн радиостроения „Вега“». В состав БКАН входят цифровая аэрофотоаппаратура, телевизионные и инфракрасные камеры, РЛС бокового обзора, бортовой цифровой вычислительный комплекс и система навигационного обеспечения. Ограничение разрешения цифровых фотокамер — 30 см, инфракрасных — 50 см.
По состоянию на конец 2013 года самолёт собран в двух экземплярах — с б/н 64519, произведённый в 2011 году, и с б/н 64525, выпущенный в декабре 2013 года.

## Оборудование
Бортовой комплекс авиационного наблюдения предназначен для получения изображений местности, записи полученных материалов, документирования поступающей информации и средств наблюдения, управления средствами наблюдения и формирования навигационных данных для средств наблюдения.
Аэрофотокомплекс представлен цифровыми и плёночными фотоаппаратами, расположенными в носовой части фюзеляжа на нижней палубе. РЛС бокового обзора также размещается в передней части фюзеляжа. Полоса захвата РЛС — от 4,7 до 25 км, зона обзора — до 50 км. Инфракрасная аппаратура наблюдения размещена в центроплане. Диапазон углов обзора ИК-аппаратуры составляет 130°, ширина полосы сканирования на местности — 4,6h (где h — высота полёта по радиовысотомеру). В состав телевизионного комплекса наблюдения входят три камеры: центральная широкоугольная КТШ-5 и две боковых КТБО-6. Угол обзора КТШ-5 достигает 148 градусов, ширина сканирования на местности — 6,6h. Угол обзора КТБО-6 — от 8,5° в узком фокусе до 20,1° в широком фокусе с диапазоном углов визирования 60°.
Самолёт оборудован бортовым счётно-вычислительным комплексом. БЦВК предназначен для управления работой и управления режимом контроля средств наблюдения, а также для отображения в реальном времени информации со средств наблюдения и её записи. В состав БЦВК входят 5 автоматизированных рабочих мест (АРМ), объединённых в локальную сеть: АРМ оператора аэрофотокомплекса, АРМ оператора РЛС, АРМ оператора ИК-аппаратуры, АРМ оператора ТВ-аппаратуры и АРМ старшего лётного представителя.

## Эксплуатация
Предполагалась эксплуатация обоих Ту-214ОН над территорией США для полётов в рамках договора по открытому небу, однако американские военные убедили своё правительство запретить использование этих самолётов, аргументируя это возможностью установки на борту «недокументированных» систем слежения. В связи с этим, два самолёта Ту-214ОН по состоянию на 2017 год простаивали, а их работу выполняли Ту-154М-ЛК1.
Со 2 по 11 сентября 2018 года проведена международная сертификация самолёта. Отчёт об освидетельствовании подписан 22 государствами-участниками Договора по открытому небу, 24 сентября 2018 года был подписан США. Таким образом Ту-214ОН получил допуск к выполнению наблюдательных полётов над территориями иностранных государств.
Первые полёты в рамках Договора по открытому небу над территорией США были выполнены самолётом Ту-214ОН б/н RF-64525 25—27 апреля 2019 года. Он пролетел над территорией штатов Техас, Нью-Мексико и Колорадо, проинспектировав объекты: Форт Блисс, ракетный полигон «Белые пески», национальные лаборатории в Сандии и Лос-Аламосе и химический склад в Пуэбло.
После выхода России из Договора по открытому небу самолеты Ту-214ОН дооснастят для использования в разведывательных целях.